# Campeonato Paulista de Futebol Feminino Sub-17 de 2017
O Campeonato Paulista Feminino Sub-17 de 2017 foi a primeira edição deste evento esportivo, um torneio estadual de futebol feminino organizado pela Federação Paulista de Futebol (FPF).
O torneio compreendeu quatro distintas fases e envolveu a participação de um total de 17 clubes, ocorrendo no período de 11 de março a 18 de junho. A fase inicial consistiu na divisão dos participantes em quatro grupos, nos quais os clubes enfrentaram seus oponentes da mesma chave em partidas de turno e returno. Nas fases subsequentes, a determinação dos avançados para a fase seguinte baseou-se no resultado agregado das duas partidas, culminando na redução progressiva do número de clubes a cada fase até a disputa da final.
O título da primeira edição foi conquistado pelo São Paulo, que venceu a decisão contra o São José, com um placar agregado de 2 a 1.

## Antecedentes
Em 22 de fevereiro de 2017, a FPF organizou um congresso técnico que estabeleceu a criação do torneio. No mesmo dia, a entidade divulgou o regulamento da primeira edição. e emitiu um comunicado declarando que o campeonato tinha como objetivo principal "fomentar o futebol feminino, atraindo mais praticantes para a modalidade e gerando novos talentos para o futuro do esporte no Brasil". Notavelmente, este foi o primeiro campeonato de base de futebol feminino no Brasil. Posteriormente, outras competições semelhantes surgiram, como o Campeonato Brasileiro Sub-16 e Sub-18.

## Formato e participantes
Inicialmente, a edição estava programada para contar com 16 equipes, sendo que o Corinthians foi incluído na lista de participantes às vésperas do início do torneio. O regulamento, por sua vez, dividiu as equipes em quatro grupos, com os integrantes enfrentando os adversários de seus próprios grupos em partidas de ida e volta. Na primeira fase, após oito rodadas, os dois melhores de cada grupo garantiram suas vagas nas quartas de final. Nas fases eliminatórias, os clubes que obtivessem os melhores placares agregados avançariam até a final. Em caso de empates, a vantagem seria dada ao detentor da melhor campanha geral.
| - AAEC Guarulhos - Atlético do Jaçanã - Audax - Bonfim Recreativo - Centro Olímpico - Corinthians - Embu das Artes - Ferroviária - Francana | - Guarujá - Juventus - São José - São Paulo - Rio Branco - Taboão da Serra - Tiger Academia - União Suzano |

## Resultados
Os resultados dos jogos da competição estão apresentados nos chaveamentos abaixo. Na primeira fase, as partidas foram disputadas pelo sistema de pontos corridos, sendo adotados os seguintes critérios de desempate em caso de igualdades: número de vitórias, saldo de gols, número de gols marcados, número de cartões vermelhos recebidos, número de cartões amarelos recebidos e, por fim, sorteio. Por outro lado, nas fases eliminatórias, os confrontos consistiram em partidas de ida e volta, com as equipes mandantes da primeira partida na parte superior do confronto e as vencedoras em negrito. Conforme estipulado no regulamento, o resultado agregado dessas duas partidas determinou quais equipes avançaram para a final. Nesta edição, a final foi disputada entre São Paulo e São José, sendo vencida pela primeira equipe, que se tornou campeã do torneio.

### Primeira fase

#### Grupo 1
- 1. ^ Ferroviária e Francana perderam 1 ponto.

### Fases finais
|  | Quartas de final  | Quartas de final | Quartas de final | Quartas de final |   |                   | Semifinais      | Semifinais      | Semifinais      | Semifinais      |  |           | Final            | Final            | Final            | Final            |  |  |
|  | 20 a 28 de maio   | 20 a 28 de maio  | 20 a 28 de maio  | 20 a 28 de maio  |   |                   | 3 a 11 de junho | 3 a 11 de junho | 3 a 11 de junho | 3 a 11 de junho |  |           | 15 e 18 de junho | 15 e 18 de junho | 15 e 18 de junho | 15 e 18 de junho |  |  |
|  |                   |                  |                  |                  |   |                   |                 |                 |                 |                 |  |           |                  |                  |                  |                  |  |  |
|  | Audax             | 0                | 0                | 0                |   |                   |                 |                 |                 |                 |  |           |                  |                  |                  |                  |  |  |
|  | Tiger Academia    | 2                | 2                | 4                |   |                   |                 |                 |                 |                 |  |           |                  |                  |                  |                  |  |  |
|  | Tiger Academia    | 2                | 2                | 4                |   | Tiger Academia    | 1               | 1               | 2               |                 |  |           |                  |                  |                  |                  |  |  |
|  |                   |                  |                  |                  |   | Tiger Academia    | 1               | 1               | 2               |                 |  |           |                  |                  |                  |                  |  |  |
|  |                   | São Paulo        | 2                | 1                | 3 |                   |                 |                 |                 |                 |  |           |                  |                  |                  |                  |  |  |
|  | Centro Olímpico   | São Paulo        | 2                | 1                | 3 | 0                 | 1               | 1               |                 |                 |  |           |                  |                  |                  |                  |  |  |
|  | Centro Olímpico   |                  |                  |                  |   | 0                 | 1               | 1               |                 |                 |  |           |                  |                  |                  |                  |  |  |
|  | São Paulo         | 2                | 2                | 4                |   |                   |                 |                 |                 |                 |  |           |                  |                  |                  |                  |  |  |
|  | São Paulo         | 2                | 2                | 4                |   |                   |                 |                 |                 |                 |  | São Paulo | 2                | 0                | 2                |                  |  |  |
|  |                   |                  |                  |                  |   |                   |                 |                 |                 |                 |  | São Paulo | 2                | 0                | 2                |                  |  |  |
|  |                   | São José-SP      | 0                | 1                | 1 |                   |                 |                 |                 |                 |  |           |                  |                  |                  |                  |  |  |
|  | União Suzano      | São José-SP      | 0                | 1                | 1 | 2                 | 1               | 3               |                 |                 |  |           |                  |                  |                  |                  |  |  |
|  | União Suzano      |                  |                  |                  |   | 2                 | 1               | 3               |                 |                 |  |           |                  |                  |                  |                  |  |  |
|  | Bonfim Recreativo | 3                | 0                | 3                |   |                   |                 |                 |                 |                 |  |           |                  |                  |                  |                  |  |  |
|  | Bonfim Recreativo | 3                | 0                | 3                |   | Bonfim Recreativo | 0               | 0               | 0               |                 |  |           |                  |                  |                  |                  |  |  |
|  |                   |                  |                  |                  |   | Bonfim Recreativo | 0               | 0               | 0               |                 |  |           |                  |                  |                  |                  |  |  |
|  |                   | São José-SP      | 3                | 3                | 6 |                   |                 |                 |                 |                 |  |           |                  |                  |                  |                  |  |  |
|  | Ferroviária       | São José-SP      | 3                | 3                | 6 | 2                 | 1               | 3               |                 |                 |  |           |                  |                  |                  |                  |  |  |
|  | Ferroviária       |                  |                  |                  |   | 2                 | 1               | 3               |                 |                 |  |           |                  |                  |                  |                  |  |  |
|  | São José-SP       | 3                | 4                | 7                |   |                   |                 |                 |                 |                 |  |           |                  |                  |                  |                  |  |  |

- As equipes que estão na parte superior do confronto possuem o mando de campo no primeiro jogo e em negrito as equipes classificadas.

### Gerais
- «Tabela do Campeonato Paulista Feminino Sub-17 de 2017». Federação Paulista de Futebol. Consultado em 18 de novembro de 2022. Arquivado do original em 14 de agosto de 2019
- «Regulamento do Campeonato Paulista Feminino Sub-17 de 2017» (PDF). Federação Paulista de Futebol. Consultado em 1 de setembro de 2018. Arquivado do original (PDF) em 2 de setembro de 2018

### Específicas
1. ↑  Raoni David (18 de junho de 2017). «São José vence por 1 a 0, mas São Paulo segura pressão e fica com o título». Federação Paulista de Futebol. Consultado em 3 de outubro de 2020. Cópia arquivada em 3 de outubro de 2020
2. ↑  Ana Luiza Rosa (18 de junho de 2017). «Tricolor vence o Campeonato Paulista Feminino Sub-17». São Paulo. Consultado em 3 de outubro de 2020. Cópia arquivada em 2 de outubro de 2019
3. 1 2 3  «Federação Paulista cria campeonato estadual feminino sub-17». GloboEsporte.com. 23 de fevereiro de 2017. Consultado em 1 de setembro de 2018. Cópia arquivada em 2 de setembro de 2018
4. ↑  «FPF anuncia criação de Campeonato Paulista feminino sub-17». Gazeta Esportiva. 23 de fevereiro de 2017. Consultado em 1 de setembro de 2018. Cópia arquivada em 2 de setembro de 2018
5. ↑  Adalberto Leister Filho (24 de fevereiro de 2017). «FPF faz Paulista feminino sub-17 pela primeira vez». Máquina do Esporte. Consultado em 1 de setembro de 2018. Arquivado do original em 26 de fevereiro de 2017
6. ↑  «Ferroviária vence na estreia do Brasileiro Feminino Sub-16». Revista Comércio, Indústria e Agronegócio. 8 de dezembro de 2019. Consultado em 30 de agosto de 2020. Cópia arquivada em 17 de janeiro de 2020
7. ↑  Fernanda Silva (15 de janeiro de 2019). «CBF amplia calendário do feminino e cria competição de base». Olimpíada Todo Dia. Consultado em 30 de agosto de 2020. Cópia arquivada em 30 de agosto de 2020
8. ↑  «Paulista Feminino Sub-17 é criado e terá participação da Ferroviária». Portal Morada. 23 de fevereiro de 2017. Consultado em 27 de setembro de 2020. Arquivado do original em 28 de setembro de 2020
9. ↑  «Guarulhos Futebol Feminino estreia no Campeonato Paulista Sub-17 no dia 11». Guarulhos Hoje. 8 de março de 2017. Consultado em 27 de setembro de 2020. Cópia arquivada em 28 de setembro de 2020